# Jack Hendry
Jack William Hendry (ur. 7 maja 1995 w Glasgow) – szkocki piłkarz występujący na pozycji obrońcy w saudyjskim klubie Al-Ettifaq oraz w reprezentacji Szkocji. Uczestnik Mistrzostw Europy 2020 oraz 2024.
W trakcie swojej kariery grał także w takich zespołach jak Partick Thistle, Wigan Athletic, Shrewsbury Town, Milton Keynes Dons, Dundee, Celtic, Melbourne City i KV Oostende.